# Кайзерштуль (горы)
Кайзерштуль (нем. Kaiserstuhl) — нагорье вулканического происхождения на юго-западе Германии, в земле Баден-Вюртемберг.

## История и география
Нагорье Кайзерштуль высотой до 557 метров относится к географическому региону Верхнерейнская низменность, в южном Бадене, восточнее Рейна, в северо-западном направлении от города Фрайбург. Средняя высота нагорья — 355 метров. Наибольшей высоты достигают горы Тотенкопф (выс. 557 метров), Айхельшпитце (выс. 520 метров), Катариненберг (выс. 492 метра). Протяжённость Кайзерштуля с юго-запада на северо-восток составляет 16 километров, наибольшая его ширина — 12,5 километра.
Своё название (Kaiserstuhl — в переводе Трон императора) нагорье получило в память о германском короле (позднее — императоре) Оттоне III, вершившем здесь свой суд в самом конце Х столетия. Впервые письменно Кайзерштуль упоминается в 1304 году.
Согласно данным геологии, вулканическая деятельность в этом районе происходила в третичный период. Горный массив богат редкими минералами: здесь встречаются волластонит, различные цеолиты, гранат. Климатически Кайзерштуль относится к наиболее тёплым регионам Германии. Здесь, как и в Средиземноморье, наблюдается мягкая зима с последующим жарким летом. Благодаря лёссовым породам, покрывающим вулканическую подошву, в Кайзерштуле весьма благоприятны условия для виноградарства. Здесь также обитает значительное количество теплолюбивых животных. В Кайзерштуле сохраняется крупнейшая в Германии популяция майских жуков (в других регионах практически истреблённых).

## Города региона
В районе Кайзерштуля находятся следующие города:
- Айхштеттен
- Балинген
- Бётцинген
- Брайзах-на-Рейне
- Засбах
- Иринген
- Ригель
- Фогтсбург
- Эндинген